# Franklin County (New York)
Franklin County je okres (county) amerického státu New York založený v roce 1808 rozdělením okresu Clinton. Správním střediskem je sídlo Malone s 5 998 obyvateli v roce 2003.
Počet obyvatel: 50 968 (v roce 2006), 51 134 (v roce 2000)
Ženy: 45,1 % (v roce 2005)

## Sousední okresy
- východ - Clinton
- jihovýchod - Essex
- jihozápad - Hamilton
- západ - Saint Lawrence